# 남문철
남문철(1971년 3월 20일 ~ 2021년 10월 4일)은 대한민국의 배우이다. 2021년 10월 4일 대장암으로 투병 중 사망했다. 범죄도시2가 유작이며 사망한 후에 개봉했다.

## 출연작

### 영화
- 《승부》(2025년) - 백선기 역 (유작)
- 《리멤버》(2022년) - 고성원 역 (유작)
- 《범죄도시 2》(2022년) - 최춘백 역[3] (유작, 마지막 천만영화)
- 《앵커》(2022년) - 보도국장 역 (유작)
- 《경관의 피》(2022년) - 광수대장 역 (유작)
- 《어른들은 몰라요》(2021년) - 산부인과 의사 역
- 《애비규환》(2020년) - 호훈 아빠 역
- 《백두산》(2019년) - 각료 1 역
- 《집 이야기》(2019년) - 오 부장 역
- 《블랙머니》(2019년) - 전상우 역
- 《애월》(2019년) - 양 선장 역
- 《유열의 음악앨범》(2019년) - 우식 역
- 《나랏말싸미》(2019년) - 최만리 역
- 《악질경찰》(2019년) - 강력팀장 역
- 《돈》(2019년) - 일현 아버지 역
- 《출국》(2018년) - 박무석 과장 역
- 《상류사회》(2018년) - 정 대표 역
- 《공작》(2018년) -  박 의원 역
- 《독전》(2018년) - 부장 역
- 《침묵》(2017년) - 국장 역
- 《희생부활자》(2017년) - 경찰총장 역
- 《청년경찰》(2017년) - 산부인과 원장 역 (본작의 만악의 근원이자 최종 흑막)
- 《보안관》(2017년) - 광수대반장 역
- 《특별시민》(2017년) - 정옥배 역
- 《더 킹》(2017년) - 야담 핵심인물 역
- 《밀정》(2016년) - 김황섭 역
- 《4등》(2016년) - 관장 역
- 《검은 사제들》(2015년) - 박 수사 역
- 《극비수사》(2015년) - 경찰국장 역
- 《장수상회》(2015년) - 의사 역
- 《소셜포비아》(2015년) - 하영 부 역
- 《가불병정》(2014년)
- 《좋은 친구들》(2014년) - 경찰서장 역
- 《도희야》(2014년) - 식당주인 역
- 《남자가 사랑할 때》(2014년) - 조 형사 역
- 《소년병》(2013년)
- 《미스체인지》(2013년) - 만석 역
- 《감기》(2013년) - 감염판정관 역
- 《목격자의 밤》(2012년)
- 《용의자X》(2012년) - 과장 역
- 《코리아》(2012년) - 코리아응원단장 역
- 《문수씨의 좁은 문》(2010년)
- 《육혈포 강도단》(2010년) - 수사과 형사 역
- 《집행자》(2009년) - 천 교위 역
- 《실종》(2009년) - 덕구 역
- 《유랑시대》(2008년)
- 《강력3반》(2005년) - 고 형사 역
- 《이공》(2005년)
- 《공공의 적 2》(2005년) - 동창회장 역
- 《하류인생》(2004년) - 김 의원 역
- 《섰다》(2003년)
- 《라이터를 켜라》(2002년) - 고위 간부 3 역

### 드라마 & 시트콤
- 《공작도시》(2021년, JTBC) - 최희중 역
- 《십시일반》(2020년, MBC) - 유인호 역
- 《트레인》(2020년, OCN) - 서재철 역
- 《녹두꽃》(2019년, SBS) - 김학진 역
- 《드라마 스테이지 - 굿-바이 내 인생보험》(2018년, tvN)
- 《손 the guest》(2018년, OCN) - 윤의 스승사제 역
- 《슈츠》(2018년, KBS2)
- 《드라마 스테이지 - 소풍 가는 날》(2017년, tvN)
- 《의문의 일승》(2017년, SBS) - 아파트 소장 역
- 《아르곤》(2017년, tvN) - 차정국 역
- 《청춘시대 2》(2017년, JTBC) - 지원의 아버지 역
- 《터널》(2017년, OCN) - 오반장 역
- 《청춘시대》(2016년, JTBC) - 송지원의 아버지 역
- 《38사기동대》(2016년, OCN) - 양재택 역
- 《마스터 - 국수의 신》(2016년, KBS2) - 탕장 박문복 역
- 《대박》(2016년, SBS) - 시전대행수 역
- 《태양의 후예》(2016년, KBS2) - 고반장 역
- 《KBS 드라마 스페셜 - 계약의 사내》(2015년, KBS2)
- 《육룡이 나르샤》(2015년, SBS) - 이도주 역
- 《밀회》(2014년, JTBC)
- 《쓰리 데이즈》(2014년, SBS) - 재신그룹 스파이 역
- 《제3병원》(2012년, tvN) - 조성욱 역
- 《빛과 그림자》(2011년, MBC) - 김진수 감독 역
- 《두근두근 달콤》(2011년, KBS2) - 남문발 역
- 《도망자 플랜 B》(2010년, KBS2) - 오 국장 역
- 《한성별곡》(2007년, KBS2) - 박행수 역